# Doprastav Bratysława
Doprastav Bratysława – żeński klub siatkarski ze Słowacji, założony w 1992 roku w Bratysławie.

## Sukcesy
- Mistrzostwa Słowacji:
  -  1. miejsce (4x): 2009, 2012, 2014, 2018
  -  2. miejsce (4x): 2011, 2013, 2017, 2019
  -  3. miejsce (5x): 2000, 2005, 2008, 2010, 2016
- Puchar Słowacji:
  -  1. miejsce (6x): 2008, 2009, 2011, 2012, 2014, 2018
- MEVZA:
  -  3. miejsce (2x): 2011, 2014